# Monsalvat
Monsalvat – zamek świętego Graala pojawiający się w legendach o Parsifalu i Lohengrinie. W misterium scenicznym Richarda Wagnera Parsifal na Monsalvacie toczy się akcja aktów pierwszego i trzeciego, w Lohengrinie zamek pojawia się w opowiadaniu tytułowego rycerza – syna Parsifala. Wcześniejszymi władcami zamku wymienionymi przez Richarda Wagnera byli Titurel i jego syn – Amfortas. Ten ostatni uległ jednak pokusom i trawiony bólem został uleczony dopiero przez zwycięskiego Parsifala.